# かめきち
かめきちは、熊本県を拠点に活動するローカルタレントである。本名：藤本泰史（ふじもと やすふみ）。

## プロフィール
熊本市立商業高等学校（現・熊本市立千原台高等学校）卒。
1992年に、RKK熊本放送で放送されていた土曜夕方の若者向けバラエティ番組「いまどきっマガジン　タングラム」にて、ゲームセンターで遊ぶコーナーの担当MC「ゲーセン藤本」としてTVデビューを果たす。
コーナー消滅と共に一時期姿を消すが、KAB熊本朝日放送の土曜深夜に放送されていたバラエティ「FM-GEAP」で再びTVの舞台に復帰。1996年の番組終了までレギュラー出演する。
その後、FM-GEAP出演中から就職していた熊本日産自動車でサラリーマンとして勤務。
この頃、熊本ケーブルネットワーク（現・JCNくまもと）で放送されていた自主制作番組「すてきネットワーク シャラ倶楽部」にリポーターとして準レギュラー出演。シャラ倶楽部での芸名は「落田くん」であった。
2000年3月、那須弘紹・本村加奈子と共にシャラ倶楽部を卒業。
RKKテレビで、土曜の情報番組「どよテン」が開始されるとリポーターの「亀吉」として地上波に復活。
尚、シャラ倶楽部を卒業する頃には「どよテン」のレギュラーが既に決まっており、芸名も「落田くん」から変わることがわかっていたため、シャラ倶楽部MCの黒木よしひろは番組内で「彼はシャラ倶楽部を裏切った！」と冗談混じりに語っていた。
以後、RKKテレビの夕方ワイド番組「RKKワイド夕方いちばん」に番組リポーターとして出演していたが、2015年に終了した後、「FM-GEAP」を放送していたKABの夕方ワイド番組「くまパワ」シリーズに出演するようになる。
また、RKKテレビで水曜夜放送の「週刊山崎くん」にも番組リポーターとして出演している。
自他共に認める鉄道ファンで、2008年3月15日のJRダイヤ改正で廃止された寝台特急なはのリポートの時は、列車とその最終列車の機関車を運転した運転士に密着取材し、自分が同列車に乗った時の思い出を熱く語った。また番組で鉄道関連の企画の際には、駅員が着用する制服（JR北海道のもの）を着用して番組に出演している（「夕方いちばん」「くまパワJ」「週刊山崎くん」共に）。
JUIDA認定無人航空機パイロット、JUIDA認定無人航空機安全運航管理者、第三級陸上特殊無線技士等の資格を持つ。
プロ野球では阪神タイガースの、サッカーではロアッソ熊本のファンである。
私生活では2014年11月15日に結婚。2016年3月に長男が誕生し、1児の父となる。
尚、かつて共演機会の多かった山内要と「KあんどK」という愛称で活動もしているが、あくまでコンビではなく、お互いフリーのタレント同士である。
また、「夕方いちばん」の企画で番組司会者であるRKK熊本放送アナウンサーの木村和也とKあんどKが3人で登場するとき、「3K」と呼ばれることがあった（Kamekichi,Kaname,Kimukazuの3人のイニシャルから取ったものである）。

## 「かめきち」という名の由来
彼が「FM-GEAP」に出演していた時、同じくレギュラーであった女性2人組「ボディコンズ」とコント風ドラマを撮影。その時、ディレクターがつけた役名が「かめきち」であった。
そのキャラクターの印象があまりにも強かった為、仲間内から「かめきち」と呼ばれ始める。
番組内でも、名前ではなく「かめきち」と呼ばれる為、視聴者の誤解を招かないように、芸名自体を「かめきち」にした。
「夕方いちばん」木・金曜日担当アシスタント野溝美子（RKKアナウンサー）の結婚披露宴で配布された席次表で「かぬきち」と表記され、本人が激怒するというハプニングが発生した。

## 現在の出演番組
2020年5月現在

### テレビ
- くまパワJ（熊本朝日放送、2019年4月-。2019年9月迄は木曜[3] 除く）
  - リニューアル前の『くまパワ』から継続出演。『RKKワイド夕方いちばん』等でも共演していた長船なお美と共演する事もある（2019年4月3日[4]等）。
- 週刊山崎くん（熊本放送、2001年頃？-。現在は隔週出演）

### ラジオ
- ランディくんとかめ散歩（熊本放送）
  - 木曜日放送の「ラジてん」のコーナー。2020年4月以降休止中[5]

### CM
- 熊本日産自動車
- 佐俣の湯 - 「KあんどK」として山内要と共に出演

等

## 過去の出演番組

### テレビ
- いまどきっマガジン タングラム（熊本放送）
- FM-GEAP（熊本朝日放送）
- すてきネットワーク シャラ倶楽部（熊本ケーブルネットワーク）
- どよテン（熊本放送）
- RKKワイド夕方いちばん（熊本放送）
- ひっとでた!（熊本放送）
- 真夜中いちばん（熊本放送）
- 土曜の番組（熊本放送）

等

### ラジオ
- 突撃戦隊!ラジオ新撰組（熊本放送、2000年 - 2001年3月、「突撃リポート 討ち死に御免!」のリポーター）
- キムカズ・美子の土曜もいちばん!（熊本放送）
- ラジてん（熊本放送、2017年10月 - 2019年9月 、木曜日担当）
  - 鉄道会社等と電話を繋ぐ「鉄分補給」というコーナーがあった。先述の通り、2019年10月以降は木曜のみ「ランディくんとかめ散歩」収録コーナーのみ継続出演

等